# Evangelische Pfarrkirche Rhein
Die Evangelische Pfarrkirche in Rhein war ein im frühen 17. Jahrhundert errichtetes Gebäude und evangelisches Gotteshaus für das zum ostpreußischen Rhein (heute polnisch Ryn) gehörende Kirchspiel. Die Kirche brannte 1940 ab; sie wurde durch eine Kapelle in direkter Nähe ersetzt.

## Geographische Lage
Ryn liegt am Jezioro Ryńskie (deutsch Rheinscher See) in Masuren zwischen den beiden Kreisstädten Giżycko (Lötzen) und Mrągowo (Sensburg). Die Kirche stand an der westlichen Landesstraße 59 (einstige deutsche Reichsstraße 140) – frühere Sensburger Straße, heutige ul. Partyzantów – an der Stelle des heutigen Gasthofs „Pod Kasztanami“ (Hausnummer 5). Nicht weit entfernt steht heute die Kapelle (Hausnummer 1).

## Kirchengebäude und Kapelle
In den Jahren 1602 bis 1604 wurde in Rhein an der Stelle eines früheren Baus die evangelische Pfarrkirche errichtet. In der Mitte des 19. Jahrhunderts wurde ein Umbau erforderlich, der zwischen 1871 und 1876 erfolgte und dem Gebäude neugotische Formen gab. Auch wurde es mit einem hohen Turm versehen.
Damals wurde die alte Ausstattung großenteils entfernt. Lediglich Reste des alten Gestühls sowie der Kanzelkorb und einzelne Figuren des Altaraufsatzes blieben erhalten. Auch ein Beichtstuhl stammte noch aus der alten Kirche.
Das Altarbild, vor dem ein Kruzifix auf dem Altartisch stand, zeigte den „Auferstandenen Christus“.
Das Geläut der Kirche bestand aus drei Glocken.
Am 1. Dezember 1940 – dem 1. Advent – brannte das Gotteshaus ab. Ein Wiederaufbau erfolgte nicht.

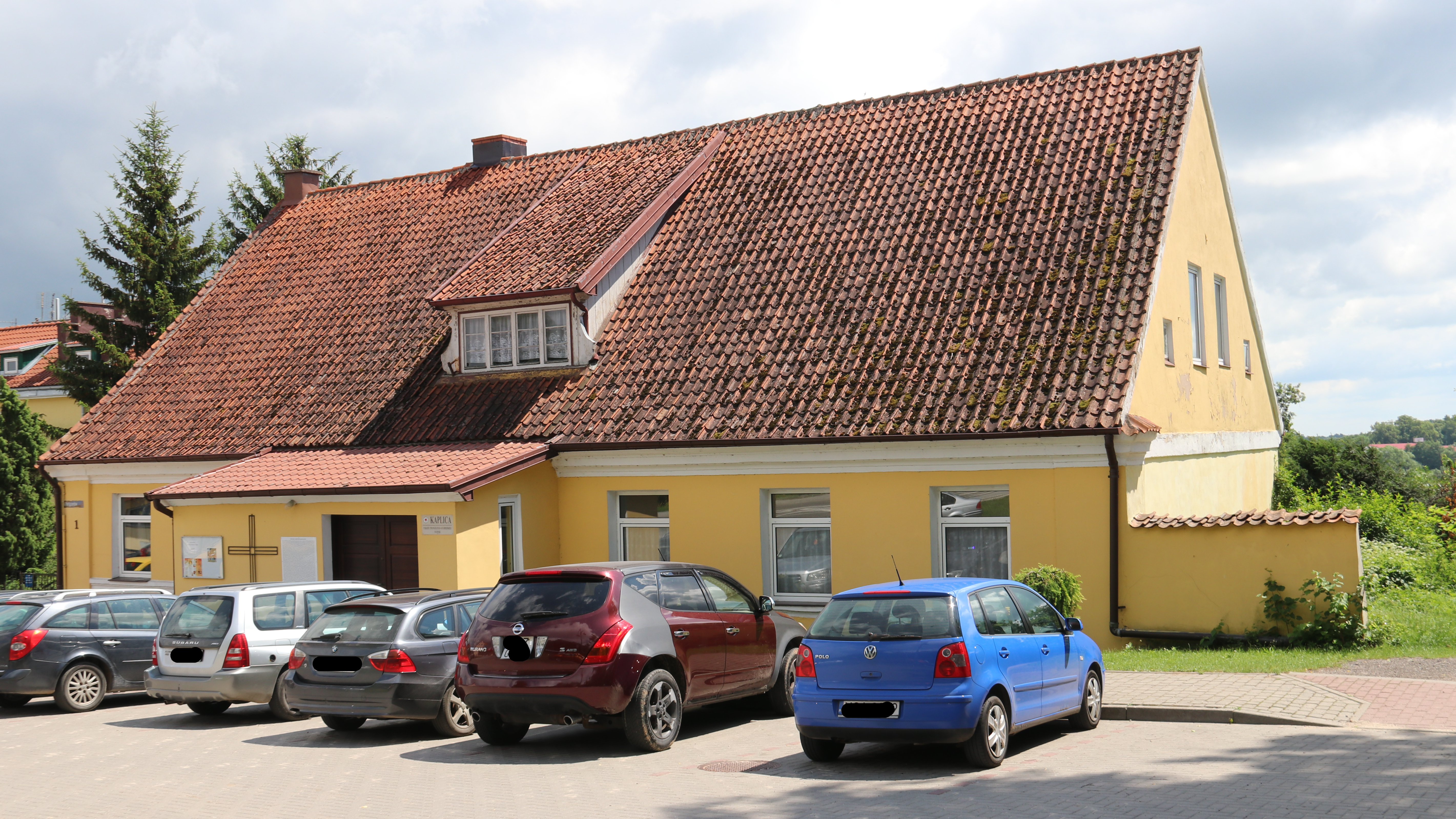
Kapelle Ryn

Für ihre Gottesdienste nutzte die evangelische Kirchengemeinde in der Folgezeit ihr Gemeindehaus, später auch die Kapelle in der Burg sowie die Friedhofskapelle, die unweit der früheren Pfarrkirche steht. Schließlich gelang es, ein schlichtes Einfamilienhaus zu erwerben, das ein ausgebauter Kirchsaal – ganz in Holz ausgestattet – nun zur evangelischen (Pfarr-)Kapelle in Ryn macht.

## Kirchengemeinde
Eine evangelische Kirchengemeinde wurde in Rhein im Jahr 1528 gegründet. Sie gehörte anfangs zur Inspektion Rastenburg (polnisch Kętrzyn), wurde dann aber dem Kirchenkreis Lötzen (polnisch Giżycko) in der Kirchenprovinz Ostpreußen der Evangelischen Kirche der Altpreußischen Union zugeordnet. Ihm gehörte das Kirchspiel Rhein bis 1945 an.
In dem weitflächigen Kirchspiel amtierte zunächst nur ein Pfarrer, ab 1566 wurde ihm ein zweiter zur Seite gestellt. Mit der Eröffnung einer Strafanstalt errichtete man hier zusätzlich eine Pfarrstelle für die Gefangenenseelsorge. Sie war bis 1903 besetzt.
Zum Pfarrsprengel Rhein gehörten sowohl polnische als auch deutsche Gemeindeglieder. So wurden hier zu Anfang des 18. Jahrhunderts Gottesdienste in polnischer Sprache gehalten.
Im Jahr 1925 zählte die Pfarrei Rhein 6000 Gemeindeglieder, die in 28 Dörfern, Ortschaften und Wohnplätzen lebten. Das Kirchenpatronat oblag den staatlichen Stellen.
Aufgrund von Flucht und Vertreibung der einheimischen Bevölkerung kam das Leben der evangelischen Gemeinde in Rhein fast zum Erliegen. Auf dem Friedhof (polnisch cmentarz) befindet sich ein Massengrab, in dem auch die am 28. Januar 1945 von sowjetischen Soldaten erschossenen 24 Rheiner Bürger bestattet sein könnten. Am 26. Juni 2011 wurde hier ein Gedenkstein enthüllt mit der Aufschrift Grabstätte der Opfer von Krieg und Gewalt. Januar 1945. Die Gedenkrede hielt im Beisein polnischer Staats- und Kirchenvertreter der frühere evangelische Pfarrer Fryderyk Tegler.
In den Nachkriegsjahren jedoch sammelte sich in der jetzt „Ryn“ genannten Stadt wieder eine Kirchengemeinde, die zur Diözese Masuren der Evangelisch-Augsburgischen Kirche in Polen gehörte. Ryn blieb wie vordem Rhein Pfarrsitz. Jetzt gehören die beiden Filialgemeinden Sterławki Wielkie (Groß Stürlack) und Koczarki (Kotzargen, 1929 bis 1945 Eichhöhe) dazu.

### Kirchspielorte (bis 1945)
Zum Kirchspiel Rhein gehörten bis 1945 insgesamt 28 Dörfer, Ortschaften und Wohnplätze:
| Name            | Änderungsname 1938 bis 1945 | Polnischer Name |  | Name        | Änderungsname 1938 bis 1945 | Polnischer Name |
| --------------- | --------------------------- | --------------- |  | ----------- | --------------------------- | --------------- |
| Bartlickshof    |                             | Bartlikowo      |  | *Orlen      | Arlen                       | Orło            |
| Bleihof         |                             | Raczkowo        |  | Reichenhof  |                             | Mleczkowo       |
| Glombowen       | Leithof                     | Głąbowo         |  | *Rhein      |                             | Ryn             |
| *Gneist         |                             | Knis            |  | Rheinsfelde |                             | Ryńskie Pole    |
| Groß Notisten   |                             | Notyst Wielkie  |  | Rheinshof   |                             | Ryński Dwór     |
| Grünwalde       |                             | Zielony Lasek   |  | Romminnek   |                             |                 |
| Hermanawolla    | (ab 1929) Hermannshorst     | Hermanowa Wola  |  | *Rübenzahl  |                             | Rybical         |
| *Jesziorken     | (ab 1928) Preußenburg       | Jeziorko        |  | *Skoppen    | Reichenstein                | Skop            |
| Justusberg      |                             | Siejkowo        |  | *Skorupken  | (ab 1927) Schalensee        | Skorupki        |
| Klein Rhein     |                             | Ryn Mały        |  | *Slabowen   | (ab 1928) Langenwiese       | Słabowo         |
| *Krzysahnen     | (ab 1927) Steinwalde        | Krzyżany        |  | *Trossen    |                             | Tros            |
| *Lawken         | Lauken                      | Ławki           |  | Waldhof     |                             | Canki           |
| *Mrowken        | (ab 1929) Neuforst          | Mrówki          |  | *Weydicken  | Weidicken                   | Wejdyki         |
| Nieder Notisten |                             |                 |  | Zondern     |                             | Sądry           |

### Pfarrer
Ab 1566 waren zwei, von 1853 bis 1903 drei Pfarrer in Rhein tätig. Seit 1945 ist die Pfarrstelle wieder nur einfach besetzt:
- Martinus NN., 1535
- Leonhard Langhammer, 1541–1564
- NN., ab 1565
- Johann Pawlowski, 1566–1591
- Martin Biezensis, 1566–1592
- Albert Gosch, 1592–1602
- Christoph Pambius, 1592–1625
- Johann Bergius, 1602–1623
- Ludwich Nise, 1624–1625
- Johann Stübner, 1625–1628
- Johann Oberhüber, 1626–1642
- Adam Langius, 1628–1657
- Jacob Pentecovius, 1643–1656
- Matthias Boretius, 1656–1657
- Johann von Sehren, 1658–1668
- Christoph Gadzali, 1658–1689
- Jacob Brunack, 1668–1699
- Georg Cibrowius, 1689–1703
- Christoph Grabowius, 1700–1721
- Johann August Cucholowius, 1703–1718
- Carl Friedrich Freymann, 1718–1728
- Jacob Glotckowius, 1721–1765
- Michael Wannowius, 1728–1753
- Michael Wannowius, 1739–1753
- Johann Friedrich Szepanski, 1753–1773
- Andreas Theophilus Gisewius, 1763–1788
- Johann Gisewius, 1773–1799
- Jacob Hambruch, 1788–1791
- Karl Heinrich Gregorovius, 1792–1808
- Johann Gottlieb Masuch, 1798–1836
- Johann Friedrich Hecht, 1809–1811
- Andreas Wilhelm Friczewski, 1811–1819
- Andreas Gottlieb Paulini, 1819–1826
- Karl Gustav Willamowski, 1827–1829
- Karl Leopold Weber, 1830–1836
- Johann Christoph Gayk, 1837–1838
- Vincentz von Balitzki, 1837–1844
- Siegismund Friedrich Pianka, 1839–1857
- Robert Flöß, 1845–1852[10][11]
- Samuel Rudolf Ebel, 1851–1852
- Rudolf Traugott Plinzner, 1852–1861
- Carl Friedrich Nadolny, bis 1866
- Friedrich Otto Hermann Gerß, 1858–1864
- Johann Friedrich Anders, 1858–1876
- Friedrich Wilhelm A. von Popowski, 1862–1871[10]
- Oskar Heinrich A. von Hermann, 1864–1874
- August Grzybowski, 1871–1874
- Johann Friedrich L. Mittwede, 1874–1885
- Johann Heinrich Schultz, 1875–1882
- Carl Edfuard Cludius, 1876–1889
- Friedrich Julius Gauda, 1882–1884
- Ferdinand Otto P. Elmenthaler, 1885–1889
- Max Zacharias Ebel, 1885–1893
- Hermann Arthur Rogalsky, 1888–1894
- Albert Sapatka, 1889–1909
- Karl Wilhelm Otto Henkel, 1893–1912
- Otto John, 1895–1903
- Otto Julius Reichmann, 1909–1922
- Ernst Kolodzieyczyk, 1915–1932
- Max Kuehnert, 1923–1926
- Erich Schwarz, 1926–1930
- Johannes Kalef, 1931
- Kurt Schalaster, 1932–1935
- Alfred Dukowski, 1935–1945
- Gerhard Leinwand, 1943–1945
- Maksymilian Cybulla
- Eugieniusz Sauter
- Antoni Komendera
- Paweł Kubiczek, 1959–1970
- Fryderyk Tegler, 1970–1975
- Janusz Jagucki (Giżycko), 1976–1986
- Erwin Jurczok, 1986–1998
- Jan Neumann, seit 1998